# Diversidoris crocea
Diversidoris crocea is een slakkensoort uit de familie van de Chromodorididae. De wetenschappelijke naam van de soort is voor het eerst geldig gepubliceerd in 1986 door Rudman.
Diversidoris crocea komt voor in het westen van de Grote Oceaan, nabij de Salomonseilanden, de Marshalleilanden, de Filipijnen, Indonesië en voor de kust van Queensland (Australië), op een diepte van 9 tot 15 meter.
De slak heeft een helder gele lichaamskleur en heeft een opstaande gele of oranje mantelrand. De kieuwen en de rinoforen zijn eveneens geel van kleur. De voet van de slak is zeer lang en puntig. De slak kan een lichaamslengte bereiken van 5 tot 25 millimeter. Op het menu staan sponzen.